# سنجاب زمینی موهاوی
سنجاب زمینی موهاوی (نام علمی: Xerospermophilus mohavensis) نام یک گونه از سرده سنجاب‌های زمینی کوتوله است.